# Saint-Frion
 Saint-Frion  là một xã thuộc tỉnh Creuse trong vùng Nouvelle-Aquitaine miền trung nước Pháp. Xã này nằm ở khu vực có độ cao trung bình 695 mét trên mực nước biển.